# Centaurea bombycina
Centaurea bombycina — вид квіткових рослин айстрових (Asteraceae). Ендемік півдня Іспанії.

## Морфологічна характеристика
Багаторічна рослина 10–20 см. Листки біло запушені, нижні листки цільні або перисторозсічені, стеблові листки перисторозсічені, сегменти оберненояйцеподібні. Квіткові голови 1–2. Квітки рожеві й червоні. Обгортка 10–12 мм, яйцювато-довгаста, придатки остисті. Період цвітіння: літо.

## Середовище
Населяє скелясті місцевості.